# Comarque d'Aoiz
La comarque d'Aoiz ou Agoitzaldea est une comarque et une sous-zone (selon la Zonification Navarre 2000) de la communauté forale de Navarre (Espagne), située dans la zone des Pyrénées. Cette comarque est composée de 9 communes et fait partie de la mérindade de Sangüesa.

## Géographie
La comarque se situe dans la partie centre-orientale de la Communauté forale de Navarre dans la zone géographique appelée Montagne de Navarre, traversée par le cours moyen de la rivière Irati. Elle a une superficie de 113.66 km² et est limitée au nord avec la comarque d'Auñamendi, à l'est avec celle de Lumbier, au sud avec celle Sangüesa et de Tafalla et à l'ouest avec le Bassin de Pampelune.

## Municipalités
La comarque d'Aoiz est formée par 8 municipalités dans le tableau ci-dessous (données sur la population, superficie et densité de l'année 2009 selon l'I.N.E..
| Municipalité | Population | Superficie | Densité |
| ------------ | ---------- | ---------- | ------- |
| Aoiz         | 2 464      | 13,54      | 181,98  |
| Ibargoiti    | 249        | 54,34      | 4,58    |
| Izagaondoa   | 180        | 59,31      | 3,03    |
| Longida      | 315        | 90,85      | 3,47    |
| Lizoáin      | 308        | 65,53      | 4,7     |
| Monreal      | 468        | 22,61      | 20,7    |
| Unciti       | 218        | 37,31      | 5,84    |
| Urroz-Villa  | 394        | 11,20      | 35,18   |

### Sources
- (es) Cet article est partiellement ou en totalité issu de l’article de Wikipédia en espagnol intitulé « Comarca de Aoiz » (voir la liste des auteurs).